# Ethiopian Airlines Flight 409
Ethiopian Airlines Flight 409 var en planlagt international flyvning fra Beirut i Libanon til Addis Abeba i Etiopien. Flyet styrtede ned i Middelhavet kort efter start den 25. januar 2010.
Alle 90 personer om bord på flyet blev dræbt.

## Flyet
Det involverede fly var en Boeing 737-800. Flyet blev oprindeligt leveret til Ryanair den 4. februar 2002 . I september 2009 blev det udlejet til Ethiopian Airlines.

## Ulykken
Flyet styrtede ned i Middelhavet kort efter start fra Beirut Lufthavn i stormvejr, med 82 passagerer og otte besætningsmedlemmer om bord. Kort efter start steg flyet til 9.000 fod, radarkontakten var tabt, omkring fire til fem minutter efter start, mens vidner nær kysten rapporterede, at de så flyet i brand, da det styrtede ned i havet.. Flyet var planlagt til at ankomme til Addis Abeba klokken 07:50 lokal tid (04:50 UTC)
Dette var den første ulykke nær Beirut Lufthavn siden 1987.

## Dagen derpå
Morgenen efter flystyrtet, rapporterede de libanesiske myndigheder, at nedstyrtningsstedet var 3,5 kilometer (2.2 mi) ud fra landsbyen Na'ameh. Søgningen efter overlevende blev udført af den libanesiske hær, ved hjælp af Sikorsky S-61-helikoptere, libanesiske flåde og UNIFIL tropper.
Hustruen til den franske ambassadør i Beirut, Marla Pietton, var blandt passagererne.
De libanesiske myndigheder har indledt en undersøgelse af ulykken, samarbejdet med NTSB og Boeing. Libanons præsident Michel Suleiman har slået fast, at terrorisme var udelukket som årsag.

## Passagerer og besætning
| Land           | Passagerertal | Besætning | Total |
| -------------- | ------------- | --------- | ----- |
| Libanon        | 51            | -         | 51    |
| Etiopien       | 23            | 8         | 31    |
| Storbritannien | 2             | -         | 2     |
| Canada         | 1             | -         | 1     |
| Frankrig       | 1             | -         | 1     |
| Irak           | 1             | -         | 1     |
| Rusland        | 1             | -         | 1     |
| Syrien         | 1             | -         | 1     |
| Tyrkiet        | 1             | -         | 1     |
| Total          | 82            | 8         | 90    |